# Woyzeck (film, 1973)
Pour les articles homonymes, voir Woyzeck (homonymie).
Pour plus de détails, voir Fiche technique et Distribution.
Woyzeck est un film dramatique italien réalisé par Giancarlo Cobelli et sorti en 2023.
L'intrigue est adapté de la pièce de théâtre éponyme de Georg Büchner. Le film met en scène Antonio Piovanelli et Francesca Benedetti et s'inspire de l'histoire criminelle d'un habitant de Leipzig, Johann Christian Woyzeck, qui a tué sa maîtresse.

## Fiche technique
- Titre italien : Woyzeck[1]
- Réalisateur : Giancarlo Cobelli
- Scénario : Giancarlo Cobelli, Sergio Bazzini
- Musique : Nicola Piovani
- Société de production : Cepa Film
- Pays de production :  Italie
- Langue originale : italien
- Format : Noir et blanc
- Durée : 90 minutes
- Genre : Drame
- Dates de sortie :
  - Italie : 1973

## Distribution
- Antonio Piovanelli (it) : Woyzeck
- Francesca Benedetti (it) : Maria
- Pierluigi Pagano : Le charlatan
- Lamberto Fornara : le médecin